# Chromatomyia nigrilineata
Chromatomyia nigrilineata este o specie de muște din genul Chromatomyia, familia Agromyzidae, descrisă de Griffiths în anul 1974.
Este endemică în Alberta. Conform Catalogue of Life specia Chromatomyia nigrilineata nu are subspecii cunoscute.